# Pseudozioidea
Pseudozioidea is een superfamilie van krabben en omvat de volgende families:

## Families
- Pilumnoididae Guinot & Macpherson, 1987
- Planopilumnidae Serène, 1984
- Pseudoziidae Alcock, 1898